# Рем (Венгрия)
Рем (венг. Rém) — посёлок(község) в медье Бач-Кишкун в Венгрии.

## История
В XV веке это была самая крупная деревня в этих местах. В XIX веке она стала быстро развиваться, и поэтому в 1876 году здесь была построена школа, а в 1900 году — церковь. В 1905 году в отдельную общину был выделен посёлок Борота.
На 1 января 2016 года в посёлке проживало 1278 человек.

## Население
| Год  | Численность | Численность |
| ---- | ----------- | ----------- |
| 2013 | 1306        | [ 2 ]       |
| 2014 | 1287        | [ 3 ]       |
| 2018 | 1233        | [ 4 ]       |
| 2021 | 1184        | [ 5 ]       |
| 2022 | 1145        | [ 6 ]       |
| 2023 | 1149        | [ 7 ]       |
| 2024 | 1155        | [ 1 ]       |